# Commelina dianthifolia
Commelina dianthifolia là một loài thực vật có hoa trong họ Commelinaceae. Loài này được Delile mô tả khoa học đầu tiên năm 1812.